# Caleb Williams
Caleb Sequan Williams (Washington, 18 novembre 2001) è un giocatore di football americano statunitense che milita nel ruolo di quarterback per i Chicago Bears della National Football League (NFL) da cui è stato scelto come primo assoluto nel Draft NFL 2024. Nel 2022 vinse l'Heisman Trophy, il massimo riconoscimento individuale nel football universitario

## Primi anni
Williams nacque il 18 novembre 2001 a Washington D.C. e in seguito frequentò la Gonzaga College High School. Al suo secondo anno guidò Gonzaga al campionato WCAC portandola ad ottenere il titolo di migliore squadra del distretto. Williams fu riconosciuto dal Washington Post All-Metropolitan e ottenne il premio Gatorade di migliore giocatore dell'anno di Washington dopo aver lanciato 2.624 yard e 26 touchdown e corso 394 yard per 10 touchdown.  Durante il suo terzo anno, nel 2019, fu riconosciuto per il secondo anno consecutivo dal   Washington Post All-Metropolitan dopo aver lanciato 1.770 yard e 19 touchdown e corso 838 yard e 18 touchdown. L'estate seguente fu premiato come miglior giocatore della finale Elite 11. Nel 2020 la sua stagione da senior fu annullata a causa del COVID-19. Al termine delle scuole superiori decise di accettare una borsa di studio dall'Università dell'Oklahoma.

## Carriera universitaria

### Oklahoma
Williams iniziò la sua carriera nel college football nel 2021 a Oklahoma come riserva di Spencer Rattler, prima di prenderne il posto a metà della gara del sesto turno contro i Texas Longhorns. In quella partita, Oklahoma si trovò in svantaggio per 17–35 prima che Williams sostituisse Rattler, andando in seguito a rimontare e a vincere per 55–48. La sua gara si concluse con 212 yard passate, 2 touchdown passati, 88 yard corse e una terza marcatura su corsa. Williams disputò la prima gara come titolare la settimana successiva, contro TCU, passando 295 yard, 4 touchdown e uno segnato su corsa nella vittoria per 52–31. Complessivamente disputò 7 partite, con 21 touchdown passati, 6 su corsa e 4 intercetti.

### USC
Il 3 gennaio 2022 Williams entrò nel portale per i trasferimenti e il 1º febbraio 2022 annunciò che si sarebbe trasferito a USC, dove ritrovò il capo-allenatore Lincoln Ridley. Fu nominato titolare il 25 agosto e capitano il 31 agosto. Nella prima partita contro Rice, completò 19 passaggi su 22 per 249 yard e 2 touchdown nella vittoria per 66–14. La sua annata si concluse con 4.075 yard passate, 37 touchdown e 4 intercetti, divenendo il primo giocatore di USC da Reggie Bush nel 2005 a vincere l'Heisman Trophy.
Williams e i Trojans disputarono l'Holiday Bowl dopo un bilancio di 7-5 nella stagione regolare 2023, dove lanciò 3.333 yard, con 31 touchdown passati e 11 segnati su corsa. A fine anno si dichiarò eleggibile per il Draft NFL 2024, chiudendo la sua carriera nel college football con oltre 10.000 yard passate e 120 touchdown totali.

### Statistiche e riconoscimenti
Premi e riconoscimenti al college
- Heisman Trophy (2022)
- Maxwell Award (2022)
- Walter Camp Award (2022)
- Unanimous All-American (2022)
- First-team All-Pac-12 (2022)
- Second-team All-Big 12 (2021)

Statistiche al college
| 2021   | Oklahoma | FBS Div. I | Big-12 | 11 | 7  | 136 | 211   | 64,5 | 1.912 | 9,1 | 21 | 4  | 169,6 | 79  | 442 | 5,6 | 74 | 6  | 20 | 121 | 5  | 1 |
| 2022   | USC      | FBS Div. I | Pac-12 | 14 | 14 | 333 | 500   | 66,6 | 4.537 | 9,1 | 42 | 5  | 168,5 | 113 | 382 | 3,4 | 59 | 10 | 30 | 247 | 3  | 1 |
| 2023   | USC      | FBS Div. I | Pac-12 | 12 | 12 | 266 | 388   | 68,6 | 3.333 | 8,6 | 30 | 5  | 170,1 | 97  | 142 | 1,5 | 46 | 11 | 35 | 278 | 8  | 3 |
| Totale | Totale   | Totale     | Totale | 37 | 33 | 735 | 1.099 | 66,9 | 9.782 | 9,2 | 93 | 14 | 169,3 | 289 | 966 | 3,3 | 74 | 27 | 85 | 646 | 16 | 5 |

Fonte: Football Database
In grassetto i record personali in carriera

## Carriera professionistica

### Chicago Bears
Williams era considerato dagli analisti il miglior prospetto selezionabile nel Draft 2024. Il 25 aprile 2024 fu scelto come primo assoluto dai Chicago Bears. Il 16 luglio 2024 firmò un contratto quadriennale del valore di 39 milioni di dollari, totalmente garantiti, con un'opzione per la squadra di estensione per un quinto anno.

#### Stagione 2024

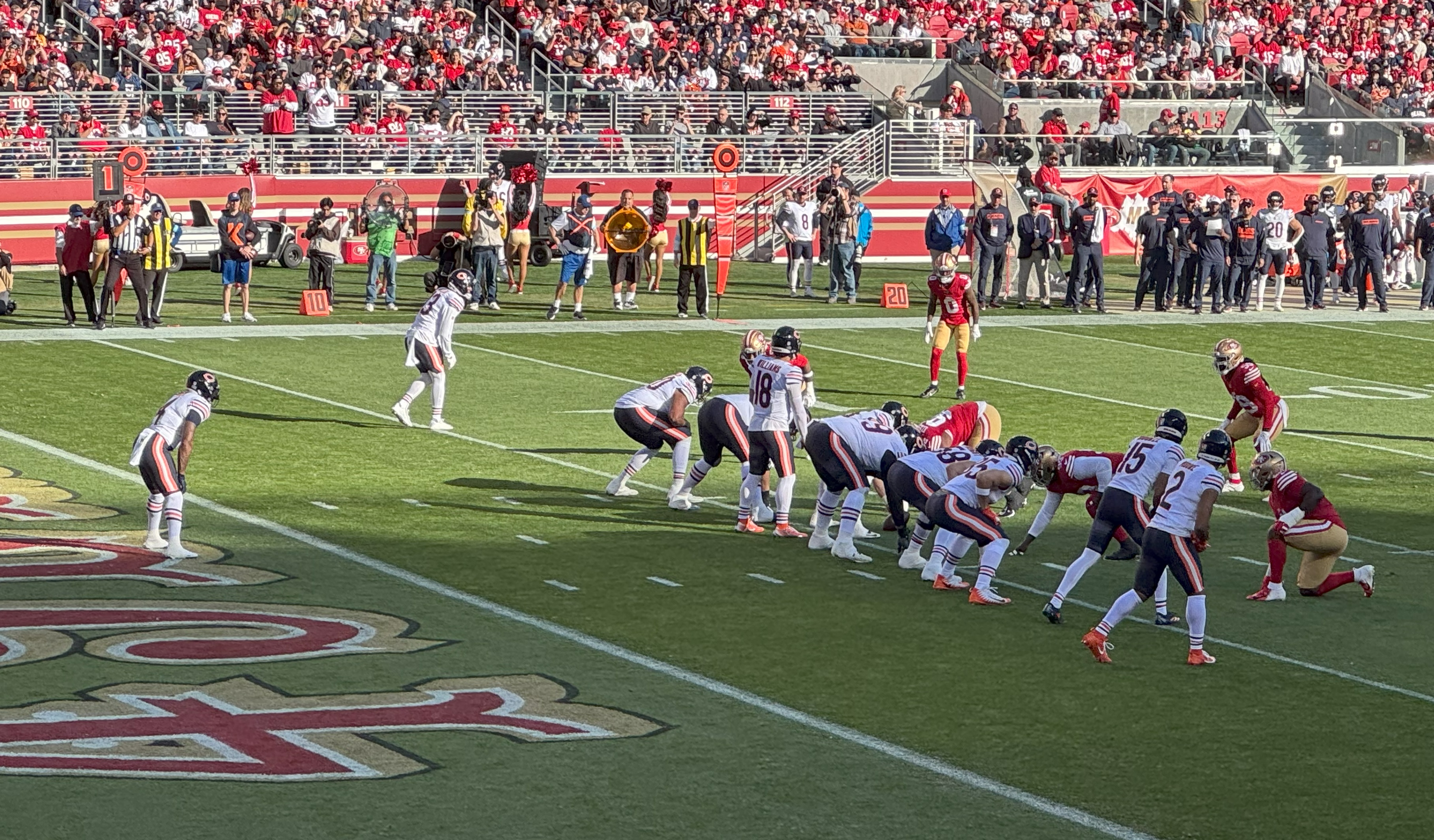
Williams alla guida dell'attacco dei Bears contro i San Francisco 49ers nel 2024

Il 10 maggio 2024 fu nominato dal capo-allenatore Matt Eberflus quarterback titolare per la stagione. Il 2 settembre 2024 fu votato dai suoi compagni di squadra tra i capitani della squadra, primo rookie nella storia della franchigia con tale ruolo.
Debuttò contro i Tennessee Titans faticando per la maggior parte della partita e terminando con 14 passaggi completati su 29 per 92 yard. I Bears, che si trovarono in svantaggio per 17-0, riuscirono a ribaltare la gara grazie alla propria difesa e agli special team, pur non segnando alcun touchdown in attacco, andando a vincere per 24-17. Divenne così il primo quarterback scelto come primo assoluto a vincere la propria gara di debutto da David Carr nel 2002. La prima sconfitta in carriera arrivò nella gara del secondo turno contro i Texans in cui Williams subì sette sack e colpito 11 volte. Nella gara successiva passò un record di franchigia per un rookie di 363 yard e i suoi primi due touchdown ma subì anche due intercetti e i Bears furono sconfitti dagli Indianapolis Colts per 21-16. Nella gara del quarto turno Williams tirò fuori la sua prima prestazione di alto livello, con una percentuale di passaggi completati del 73,9%, un touchdown e un passer rating di 106,6 guidando i Bears alla vittoria 24-18 sui Los Angeles Rams: fu così il primo rookie quarterback selezionato con la prima scelta assoluta a vincere le sue prime due gare casalinghe.
Nella gara del sesto turno giocata a Londra contro i Jacksonville Jaguars, Williams passò 226 yard, 4 touchdown, un intercetto e corse 56 yard nella vittoria per 35-16, venendo premiato come quarterback della settimana. Nella settimana 12 i Bears furono battuti ai tempi supplementari dai Minnesota Vikings in una gara in cui il quarterback passò 340 yard e 2 touchdown, stabilendo i nuovi record stagionali di franchigia per un rookie in entrambe le categorie. Nel tredicesimo turno, nella gara del Giorno del Ringraziamento contro i Detroit Lions, Williams passó 256 yard e 3 touchdown. Fu la sesta partita consecutiva in cui non subì nemmeno un intercetto, ma i Bears le persero tutte. Il giorno successivo il capo-allenatore Eberflus fu licenziato. La serie negativa si protrasse fino all'ultimo turno, quando Chicago batté i rivali dei Green Bay Packers per la prima volta in trasferta dal 2015, con Williams che passò 148 yard e un touchdown. La sua prima stagione si chiuse con 3.542 yard passate, 20 touchdown e 6 intercetti, mentre i Bears ebbero un record di 5-12.

## Palmarès
- Quarterback della settimana: 1

6ª del 2024